# P60 (poppodium)
P60 is een podium voor pop, cultuur en media in Amstelveen.

## Geschiedenis
P60 is ontstaan uit behoefte naar een poppodium voor jongeren in Amstelveen en omstreken. De bouw werd gestart in 1999 en het gebouw werd geopend op 1 november 2001. Het is gebouwd in de cultuurstrip aan het Stadsplein, gelegen naast onder meer de schouwburg, muziekschool, volksuniversiteit en tegenover de openbare bibliotheek. P60 is genoemd naar het oude Plein 60.
Het poppodium wordt jaarlijks door ruim 40.000 bezoekers bezocht.

## Het gebouw
Het gebouw werd ontworpen door Benthem Crouwel Architekten, die ook de poppodia in Tilburg (013) en Hengelo (Metropool) hebben gedaan. P60 beschikt over een grote concertzaal inclusief balkon met een capaciteit van 650 man, een suite voor 100 man en een eetcafé op de begane grond voor 150 man. In 2008 is de aanbouw opgeleverd met een overdekte laad- en losruimte, een nieuwe garderobe, twee backstage ruimtes, drie oefenruimtes voor nieuw talent en twee kantoren. P60 heeft nu 2090 m².

## Programmering en activiteiten
Het podium is geopend op donderdag, vrijdag en zaterdag en soms op andere dagen. In P60 is ruimte voor diverse stromingen binnen de muziek. Zo zijn er onder andere popconcerten, metalavonden, jazz- en bluesprogramma's en dansnachten die in het teken staan van techno, house, hardcore, EBM, urban, latin of muziek uit de jaren tachtig en negentig. Ook is er veel aandacht voor lokaal talent. Zo is er maandelijks de P60 Radar, een avond met alleen lokale bands, en de Open Mic Night, een avond waarop ook 'losse' talenten zich kunnen presenteren. Daarnaast organiseert het podium jaarlijks de Popprijs van Amstelland en de Meerlanden.
Wekelijks zijn er vj-projecties tijdens dansnachten en het multimediaproject 'Moving Buildings'.
Enkele Nederlandse artiesten die P60 in het verleden hebben aangedaan zijn: Rowwen Heze, Kane, Ilse de Lange, De Dijk, DI-RECT, Playyard, Krezip, Opgezwolle, New Cool Collective, Zuco 103, Jan Akkerman, Kubus & Bang Bang, Spinvis, Van Dik Hout, Kayak, Beef, Epica, Brainpower, De Heideroosjes, Racoon en Osdorp Posse.
Buitenlandse acts die in P60 hebben gestaan zijn onder meer Trentemøller,  Biosphere, Gare du Nord, Combichrist, Covenant, The Orb en VNV Nation, dat in november 2016 P60 uitverkocht. Dat lukte eerder ook onder meer De Dijk en Kane.

## Café
P60 beschikt niet alleen over een concertzaal, maar ook over een (eet)café. Dit café is los van de zaal te bezoeken en van dinsdag tot en met zaterdag 's avonds geopend. Op woensdagavond vindt er altijd een (gratis) programma plaats, zoals de Open Mic Night, stand-upcomedy, een pop- of pubquiz of een jamsessie.

## Organisatie
P60 is opgericht als stichting in 2000. Sinds 2007 heeft P60 een raad van toezicht en een directeur-bestuurder. Naast een aantal vaste medewerkers werken er ruim 70 vrijwilligers. P60 is lid van de Vereniging Nederlandse Poppodia en -Festivals (VNPF), de Vereniging voor Podium Technologie (VPT) en Trans Europe Halles (TEH). De organisatie volgt de cao Nederlandse Poppodia en Festivals en is daarom lid van de Werkgeversvereniging Nederlandse Poppodia en -Festivals (WNPF). Het podium is partner van NH POP LIVE (de talentcompetitie van Noord-Holland). P60 is een algemeen nut beogende instelling (anbi).